# Gospels & spirituals på svenska
Gospels & Spirituals på svenska utkom 1973 och är ett musikalbum med den kristna sångaren Artur Erikson. Skivan tillkom sedan Artur Erikson hade hört en amerikansk gospelkör framföra den svenska folkvisan "Om dagen vid mitt arbete" på ett typiskt amerikanskt sätt. Artur Erikson bestämde sig därefter att göra en skiva, där han framförde gospels och spirituals på ett sätt som är mer likt hur man framför andliga sånger i Sverige.

## Låtlista

### Sida 1
1. Välkommen hem
2. Ovan där
3. Djup är floden
4. Ingen min nöd och smärta förstår
5. Jag är på väg
6. Åh, vilken nåd

### Sida 2
1. Nära dig, min Herre kär
2. Jeriko
3. Nu vill jag stilla gå
4. Gud håller hela världen i sin hand
5. Gå till Jerusalem
6. Led oss och bevara